# しきしま型巡視船
本項では、海上保安庁の巡視船「しきしま」、およびその派生型について述べる。「あきつしま」建造直前の『海上保安レポート2011』では「しきしま」級巡視船として記載されていたほか、『世界の艦船』誌でも「しきしま」「あきつしま」の2隻をしきしま型巡視船（英語: Shikishima-class patrol vessels）として扱っていたが、両船は建造時期が異なるため設計もかなり異なっており、後にそれぞれ独立した船級として扱われるようになった。またその後の建造分については、ヘリコプター1機搭載型としてれいめい型として扱われている。

## しきしま
平成元年度補正予算で建造されたヘリコプター2機搭載型巡視船で、PLH-31の記号・番号を付されている。プルトニウムの海上輸送の護衛にあたることを想定しており、フランスから日本までを無寄港で航海できる長大な航続距離と、大型のAS 332 シュペルピューマ・ヘリコプターを2機搭載・運用できるという強力な航空運用能力を備えている。
建造当初は世界最大であり、2015年時点においても中国海警局の「海警2901」と「海警3901」に次いで、世界でも最大級の巡視船である。第2回目以降のプルトニウム輸送は行われなかったため、以後は他のヘリ巡と同様の業務に従事することになり、様々な警備案件や長距離救難に投入可能な大型の洋上プラットフォームとして重宝された。

## あきつしま
平成22年度予算で建造されたヘリコプター2機搭載型巡視船で、PLH-32の記号・番号を付されている。マラッカ海峡・ソマリア沖の海賊問題や尖閣諸島問題、海洋権益の保全などへの対応が重視されるようになったのを受けて、遠洋での長期活動が可能な6500トン型巡視船として建造された。
「しきしま」の準同型船として建造されており、船体の基本線図も踏襲された。一方、計画年度が開いていることから、その間の船級規格の変更に対応し、また搭載機銃やヘリコプターの更新など多くの点で改訂されており、総トン数も増大した。

## れいめい型
尖閣諸島周辺海域における中国船による領海侵入等の問題を受けて、平成28年度第2次補正予算では、海上保安体制の強化のため過去最大となる674億円が盛り込まれた。そしてこのとき、尖閣領海警備体制の強化と大規模事案の同時発生に対応できる体制の整備を目的として、「あきつしま」に準じた設計のヘリコプター搭載型巡視船2隻が建造されることになった。この1隻が「れいめい」である。
「れいめい」は、公称総トン数は「あきつしま」と同じく約6,500トンとされており、ヘリコプターも2機搭載可能ではあるが、定数としては1機搭載型として運用される。同型船として、平成29年度予算で「あかつき」が、また同年度補正予算でも更に1隻が建造されている。